# Postel Award
Jonathan B. Postel Service Award er en pris opkaldt efter Jon Postel. Prisen er blevet uddelt hvert år siden 1999 af Internet Society for at "hædre en person som har gjort fremragende bidrag til nytte for datakommunikationsverdenen".
Den første modtager af prisen var Jon Postel selv.

## Vindere
- 2006 Bob Braden og Joyce K. Reynolds
- 2005 Jun Murai
- 2004 Phill Gross
- 2003 Peter T. Kirstein
- 2002 Steve Wolff
- 2001 Daniel Karrenberg
- 2000 Scott Bradner
- 1999 Jon Postel

## Eksterne links
- Hjemmeside med liste over vindere Arkiveret 10. december 2007 hos  Wayback Machine

| Pris | Spire Denne artikel om priser eller udmærkelser er en spire som bør udbygges. Du er velkommen til at hjælpe Wikipedia ved at udvide den. |